# SunStroke Project
SunStroke Project este o formație muzicală din Republica Moldova. Împreună cu Olia Tira, au reprezentat Moldova la Concursul Muzical Eurovision 2010 din Oslo, Norvegia. Un an mai devreme participaseră la preselecția națională pentru concursul muzical Eurovision 2009, unde au ocupat locul trei cu melodia „No Crime”. Nelly Ciobanu a fost aleasă atunci să reprezinte Moldova. În anul 2017, acestora le surâde din nou norocul de a reprezenta Moldova la Eurovision Song Contest 2017 din Kiev,  Ucraina. După trei ani în care Moldova nu a intrat în finala concursului,  Sunstroke Project a reușit să se califice cu piesa lor Hey Mamma. Sâmbătă, 13 mai 2017 aceștia au evoluat pe marea scenă și au făcut istorie pentru Republica Moldova, clasându-se pe locul 3, după Portugalia și Bulgaria. Astfel, ei au depășit trupa Zdob și Zdub, care au luat locul 6 în anul 2005, tot la Kiev.

## Istoric
SunStroke Project a fost formată în 2007 de 2 tineri tiraspoleni ce își făceau serviciul militar. Inițial era alcătuită din vioristul Anton Ragoza și saxofonistul Serghei Stepanov. 
Anton Ragoza a intrat la școala muzicală mult mai târziu decât muzicienii profesioniști, și anume la 14 ani, fapt ce nu l-a împiedicat să o termine cu diplomă roșie. La fel cu diplomă roșie a terminat și colegiul, însă nu a mai primit studii superioare, deoarece în scurt timp Anton părăsește facultatea și se înscrie în armată unde cînta în orchestră.
În armată el îl cunoaște pe saxofonistul Serghei Stepanov. După cunoștința lor a apărut ideea de a crea o formație muzicală iar numele acesteia a apărut în urma unei situații nostime. Într-o vară în care soldații îndeplineau niște munci în câmp tânărul blond Anton Ragoza a primit insolație, de la care a și venit numele „SunStroke”.
După serviciul militar formația SunStroke Project, împreună cu solistul Pasha Parfeni, cântau prin cluburi, în special în Tiraspol și Odesa. Odată în Odesa ei l-au întîlnit pe MC Mîslic care le-a sugerat să vină la Chișinău și să-și încerce puterile pe piața Moldovei. 
Tinerii din Tiraspol au cucerit cu ușurință publicul din Moldova, deja în 2009 ocupând locul 3 la preselecția națională pentru Eurovision cu melodia No Crime. După plecarea lui Pasha Parfeni din formație locul de solist îl ocupă chișinăueanul Serghei Ialovițchii cu care SunStroke Project va învinge la preselecția națională pentru Eurovision 2010. Piesa Run Away la Eurovision 2010 SunStroke Project au interpretat-o împreună cu cântăreața Olia Tira.
Odată cu prestația virtuoză a saxofonistului formației (Serghei Stepanov) la Eurovision, el a produs un fenomen pe internet, numit „Epic Sax Guy”. Clipuri remixate cu prestația sa au strâns milioane de vizualizări pe youtube. Au fost create și
câteva versiuni de „10 ore de Epic Sax Guy”, primele două cele mai populare din ele acumulând 16 milioane și 10 milioane de vizualizări, respectiv.

## Componența formației

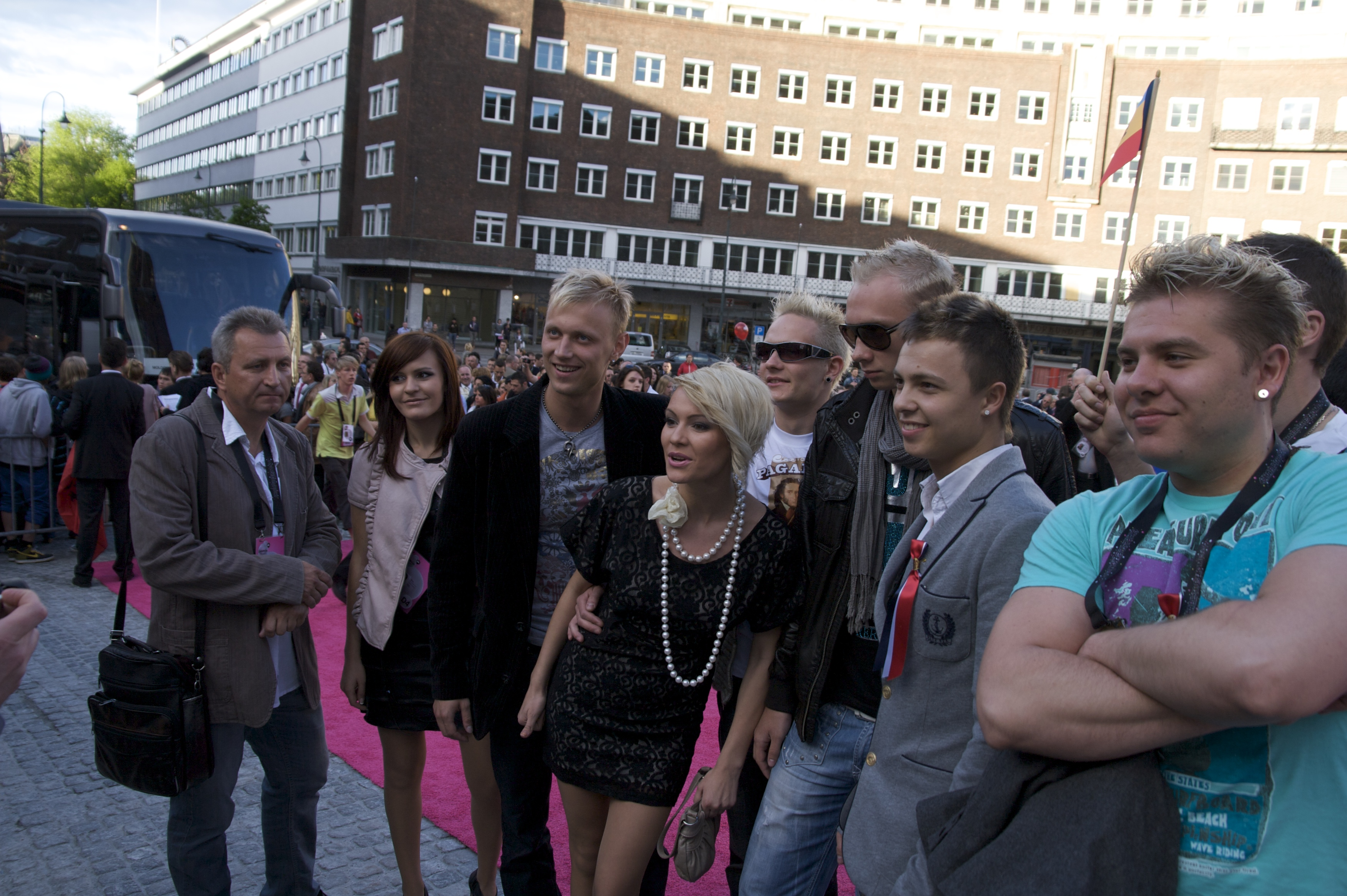
Sunstroke Project & Olia Tira

- Anton Ragoza — vioară
- Serghei Stepanov — saxofon
- Serghei Ialovițchii — solist

## Discografie
- No Crime
- In your eyes
- Rain
- Summer
- Run Away (feat. Olia Tira)
- Sunshine (feat. Deepcentral)
- Hey Mamma
- Sun Gets Down
- Boomerang
- Mango
- D.F.M.M
- Pepperoni
- Shake It (feat. Fox Banger)
- Белое
- Casa Nostra
- Walking In The Rain
- Netflix & Chill cu Fox Banger

## Videoclipuri
- Run Away (feat. Olia Tira)